# Enzo Loiodice
Enzo Lilian Marin Loiodice (nascut el 27 de novembre de 2000) és un futbolista professional francès que juga com a migcampista al club de la Lliga UD Las Palmas.

## Carrera de club

### Dijon
Loiodice es va incorporar a l'acadèmia juvenil de Dijon el 2015, on va arribar des del FC Gobelins. Va fer el seu debut com a professional amb el Dijon en una derrota per 3-1 a la Lliga 1 davant Bordeus el 28 d'abril de 2018.
El 3 de juliol de 2018, Loiodice va signar el seu primer contracte professional amb el Dijon per tres anys. El 25 d'agost de 2018, Loiodice va donar una assistència, en una actuació impressionant contra el Niça en una victòria per 4-0. Va ser nomenat a l'equip de L'Equipe de la setmana posterior a aquesta actuació (Jornada 3).

#### Wolverhampton Wanderers (cessió)
El 29 de gener de 2020, es va traslladar cedit al club de la Premier League Wolverhampton Wanderers FC, amb la intenció de passar la resta de la temporada amb el seu equip sub-23 amb vista a un traspàs permanent. No obstant això, la pandèmia de la COVID-19 va fer que el joc se suspengués a Anglaterra, tallant qualsevol oportunitat perquè Loiodice impressionés i, en canvi, va tornar a França a principis de juny.

### Las Palmas
El 18 d'agost de 2020, Loiodice va tornar a canviar d'equip i de país després d'acordar un contracte de tres anys amb la UD Las Palmas de Segona Divisió.

## Carrera internacional
Loiodice va néixer a França i és d'origen italià. És un internacional juvenil de França. Loiodice va ser convocat amb la selecció francesa per a la Copa del Món Sub-20 de la FIFA a Polònia. Tot i ser el membre més jove de la selecció, va ser titular amb França en els seus dos primers partits contra l'Aràbia Saudita (victòria 2-0) i Panamà (victòria 2-0). Va estar descansat per al tercer partit, ja que França ja s'havia classificat. Loiodice va tornar a l'onze inicial a la següent ronda contra els Estats Units quan França va perdre per 3-2.